# Lingua pohnpeiana
La lingua pohnpeiana, chiamata anche pohnpei, è una lingua micronesiana parlata negli Stati Federati di Micronesia.

## Distribuzione geografica
Secondo l'edizione 2009 di Ethnologue, la lingua è parlata in Micronesia da 29.000 persone, di cui 24.000 sull'isola di Pohnpei. 

### Lingua ufficiale
La lingua pohnpeiana è lingua ufficiale dello stato federato di Pohnpei.

## Sistema di scrittura
Per la scrittura viene utilizzato l'alfabeto latino.